# فاغنر (لاعب كرة قدم)
فاغنر (بالبرتغالية: Vágner Rogério Nunes‏) هو لاعب كرة قدم برازيلي في مركز الوسط، ولد في 19 مارس 1973 في باورو في البرازيل. شارك مع منتخب البرازيل لكرة القدم. أما مع النوادي، فقد لعب مع أتلتيكو مينيرو وباوليستا وسيلتا فيغو ونادي روما ونادي سانتوس ونادي ساو باولو ونادي فاسكو دا غاما.

## وصلات خارجية
- فاغنر (لاعب كرة قدم) على موقع الاتحاد الدولي (مؤرشف)  (الإنجليزية)
- فاغنر (لاعب كرة قدم) على موقع الاتحاد الأوربي (الإنجليزية)
- فاغنر (لاعب كرة قدم) على موقع قاعدة بيانات كرة القدم.إي يو (الإنجليزية)
- فاغنر (لاعب كرة قدم) على موقع ناشيونال فوتبول تيمز (الإنجليزية)